# San Diego (Texas)
San Diego is een plaats (city) in de Amerikaanse staat Texas, en valt bestuurlijk gezien onder Duval County en Jim Wells County.

## Demografie
Bij de volkstelling in 2000 werd het aantal inwoners vastgesteld op 4753.
In 2006 is het aantal inwoners door het United States Census Bureau geschat op 4546, een daling van 207 (-4,4%).

## Geografie
Volgens het United States Census Bureau beslaat de plaats een oppervlakte van
4,2 km², geheel bestaande uit land. San Diego ligt op ongeveer 96 m boven zeeniveau.

## Plaatsen in de nabije omgeving
De onderstaande figuur toont nabijgelegen plaatsen in een straal van 20 km rond San Diego.